# Neuralleiste

Entstehung des Neuralrohrs mit der Neuralleiste (grüne Punkte) aus der Neuralplatte.

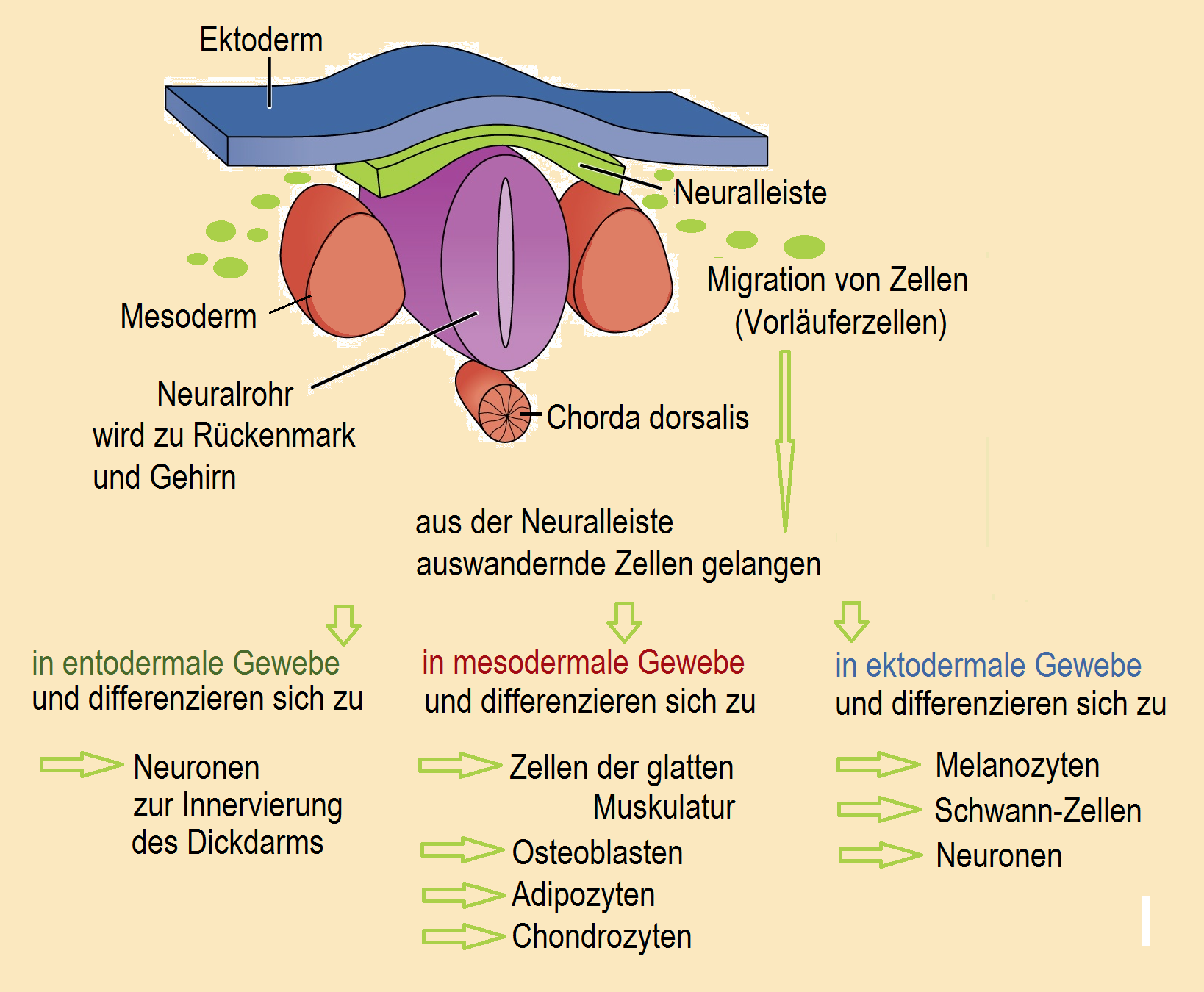
Die Zellmigration aus dem Bereich der Neuralleiste

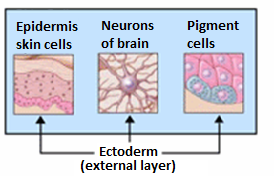
Vom Ektoderm gebildete Zelltypen

Die Ausbildung der Neuralleiste ist ein Zwischenschritt in der Neurulation eines Embryos. Sie tritt im Tierstamm der Chordaten erst bei Vertebraten (Wirbeltieren) auf, bei Protochordaten wie dem Lanzettfischchen kommt diese Bildung nicht vor.
Die Neuralleiste entsteht auf der Rückenseite des Embryos durch eine entlang einer Längsachse erfolgende Einstülpung des Ektoderms. Aus dieser kanalähnlichen Struktur bildet sich durch fortschreitende Neurulation das Neuralrohr, welches zwischen Epidermis und Chorda dorsalis liegt. Die Neuralleiste besteht aus beidseitigen Zellreihen im Bereich der Wülste des embryonalen Neuralrohrs, die sich zusammenschließen. Zellen der Neuralleiste wandern dann an entfernte Stellen im sich entwickelnden Embryo, wo aus ihnen verschiedene Strukturen entstehen.
Im Verlauf der Entstehung der Organe werden diejenigen Organanlagen bzw. Organe, die aus Ektoderm, Entoderm und Mesoderm hervorgehen, durch Morphogenese und Zelldifferenzierung strukturell nach und nach vervollkommnet. Ausschließlich bei den Wirbeltieren schnüren sich über dem Neuralrohr beidseitig diese Bänder von Zellen ab, die man als Neuralleistenzellen bezeichnet. Bei ihnen erfolgt eine Migration, wobei sie unterschiedliche Regionen des Embryos besiedeln. Aus ihnen entstehen die Pigmentzellen der Haut (Melanozyten), Sinneszellen der Haut, Knorpelelemente des Kiefers, bestimmte Knochen und Muskeln des Schädels, Teile der Zähne, das Nebennierenmark und Bestandteile des peripheren Nervensystems sowie sensorische und sympathische Ganglien. Melanozyten wandern auch in die Stria vascularis des Innenohrs und in die Hörnerven ein sowie in die Iris des Auges und die Sehnerven.
Untersuchungen von Neuralleistenzellen haben gezeigt, dass ihre Entwicklung in Wirbeltierembryonen von biochemischen Signalen abhängt. Neuralleistenzellen aus Hühnerembryonen, die in die Organanlagen der Nebennieren eingewandert sind, können sich zu endokrinen Zellen des Nebennierenmarks entwickeln, wenn sie dem Einfluss von Hormonen der Nebennierenrinde ausgesetzt sind. Werden die gleichen Neuralleistenzellen jedoch dem Nervenwachstumsfaktor NGF ausgesetzt, entwickeln sie sich zu Neuronen des Sympathikus. Aus Neuralleistenzellen entstehen auch die Schwann-Zellen und Neuronen zur Innervierung des Dickdarms (siehe auch vegetatives Nervensystem). Wenn diese Innervierung des Dickdarms durch eine embryonale Entwicklungsstörung unterbleibt (Aganglionose), kann das zu einem Megacolon führen.